# Paola Di Marino
Paola Di Marino (Nápoles, Italia, 4 de mayo de 1994) es una futbolista italiana. Juega como defensa.

## Trayectoria

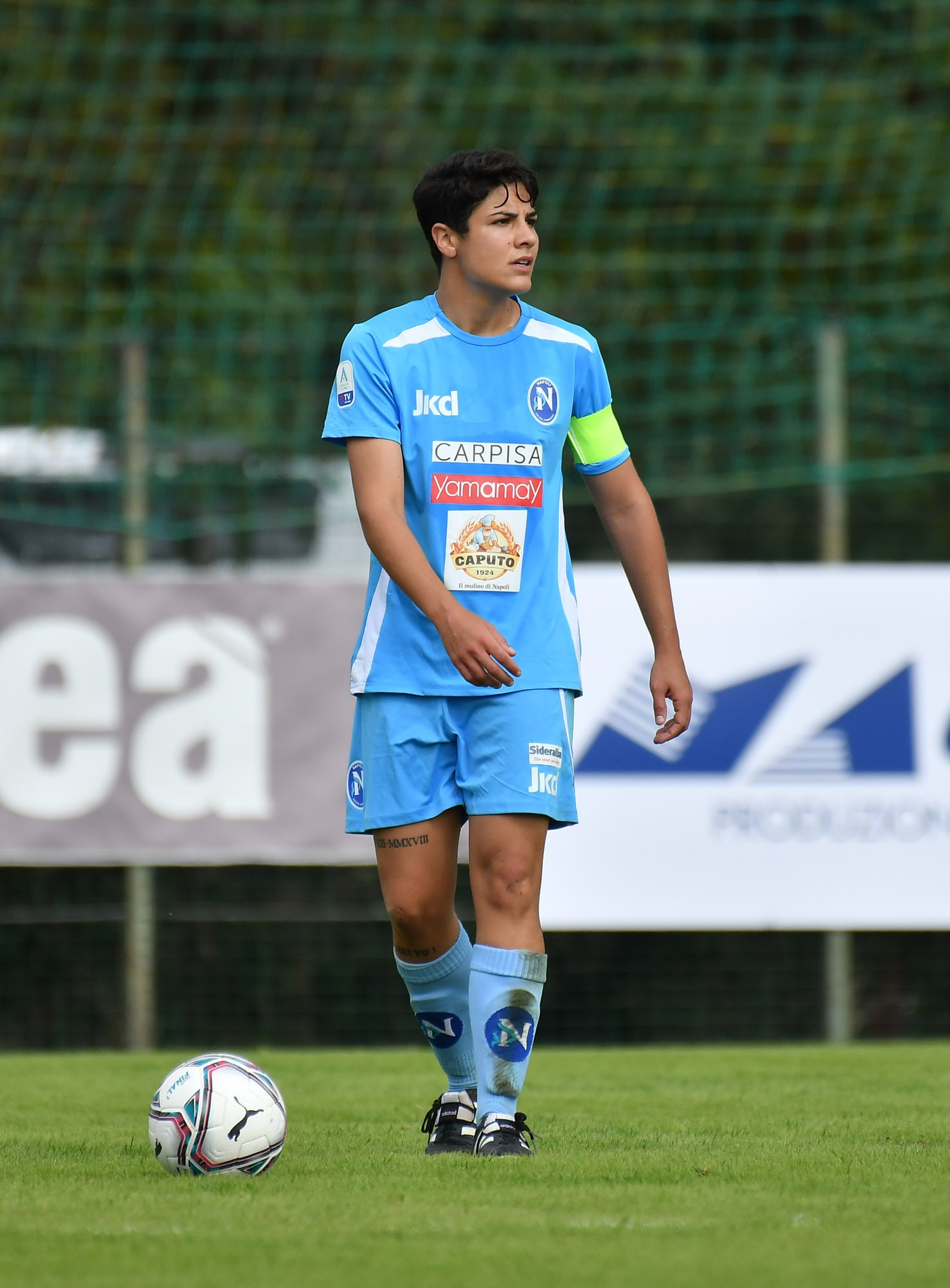
Con el Napoli Femminile durante la temporada 2020-21.

Crece y estudia en la isla napolitana de Procida donde, después de seis años de ballet, decide jugar a fútbol. A los 14 años de edad se incorpora al Napoli Femminile. Con el club azzurro logra el primer ascenso a la Serie A en 2012, ganando el campeonato de segunda división (en ese entonces, la Serie A2, hoy Serie B). Permanece en el club napolitano hasta 2017, cuando ficha por el Sassari Torres. Sin embargo, en Cerdeña sólo se queda hasta enero de 2018, volviendo a Nápoles. Con el Napoli Femminile se consagra campeona de la Serie B en 2020 y en 2022. En junio de 2025 deja el conjunto napolitano después de 17 temporadas con la camiseta azzurra.

## Selección nacional
Ha sido internacional con la selección femenina de fútbol sub-17 de Italia.

## Clubes
| Club             | País   | Año         |
| ---------------- | ------ | ----------- |
| Napoli Femminile | Italia | 2008 - 2017 |
| Sassari Torres   | Italia | 2017 - 2018 |
| Napoli Femminile | Italia | 2018 - 2025 |

## Palmarés

### Campeonatos nacionales
| Título   | Club             | País   | Año         |
| -------- | ---------------- | ------ | ----------- |
| Serie A2 | Napoli Femminile | Italia | 2011 - 2012 |
| Serie B  | Napoli Femminile | Italia | 2019 - 2020 |
| Serie B  | Napoli Femminile | Italia | 2022 - 2023 |